# 더 킹 오브 파이터즈 XII
《더 킹 오브 파이터즈 XII》(The King of Fighters XII, 약칭 KOF XII)은 SNK 플레이모어가 제작한 아케이드 대전 격투 게임이다. 《더 킹 오브 파이터즈》 시리즈 열두번째 작품으로, 2008년 5월에 처음 발표되고 이후 타이토 타입 X2 기판으로 2009년 4월 10일 발매됐다. 그 후 플레이스테이션 3와 엑스박스 360 이식판이 2009년 7월 출시됐다.
이번 작품에선 《더 킹 오브 파이터즈 '96》부터 유지해왔던 스타일에서 벗어나 HD 화면에 맞는 고화질 그래픽으로 강화했다. 다만 이야기가 존재하지 않고 《더 킹 오브 파이터즈 2003》에서 도입했던 멀티 시프트 시스템을 버리고 다시 기존의 3대3 대전 방식으로 회귀했다.
혁신이 없는 게임플레이와 컨텐츠 부족으로 게임언론으로부터 복합적인 평가를 받았다. 이후 지원은 2010년에 발매된 《더 킹 오브 파이터즈 XIII》로 계속됐다.

## 등장인물
이번 작품에선 《더 킹 오브 파이터즈 '98》과 《더 킹 오브 파이터즈 2002》처럼 이야기가 따로 존재하지 않는다. 가존의 출연진이 대량으로 축소되고 신 캐릭터로 《아랑전설》의 라이덴만이 추가됐다. 콘솔판에선 엘리자베트 블랑토르셰와 매츄어가 추가됐다.
- 애쉬 크림슨
- 듀오 론
- 셴 우
- 쿠사나기 쿄
- 니카이도 베니마루
- 다이몬 고로
- 야가미 이오리
- 아사미야 아테나
- 시이 켄수
- 친 겐사이
- 테리 보가드
- 앤디 보가드
- 조 히가시
- 김갑환
- 라이덴
- 료 사카자키
- 로버트 가르시아
- 랄프 존스
- 클락 스틸
- 레오나 하이데른
- 매츄어
- 엘리자베트 블랑토르셰